# The Underground Resistance
A The Underground Resistance a norvég együttes Darkthrone tizenötödik nagylemeze. 2013. február 25-én jelent meg a Peaceville Records kiadó által.

## Stílus
Az albumon a zenekar elhagyta az előző négy album erősen crust punk befolyásoltságú stílusát. A The Underground Resistance zenéje "klasszikus metal"-nak lett elmondva, ami egyesíti az 1980-as évek speed, thrash, black, doom metalját és "egy adag punk"-ot. A Sputnikmusic kritikusa, Kyle Ward az albumot a Darkthrone "legmetalosabb albumának" nevezte. A Metal Injekciontól James Zalucky szerint "ha egy példát kéne adni az igaz metalra, az a Darkthone The Underground Resistance-je lenne".

## Számlista
| 1.    | Dead Early                    | Nocturno Culto | 4:55  |
| 2.    | Valkyrie                      | Fenriz         | 5:19  |
| 3.    | Lesser Men                    | Nocturno Culto | 5:00  |
| 4.    | The Ones You Left Behind      | Fenriz         | 4:20  |
| 5.    | Come Warfare, The Entire Doom | Nocturno Culto | 8:47  |
| 6.    | Leave No Cross Unturned       | Fenriz         | 13:49 |
| 40:50 |                               |                |       |

## Közreműködők
- Nocturno Culto – ének, gitár, basszusgitár
- Fenriz – ének, dob, basszusgitár a "The Ones You Left Behind" számon
- Jack Control – maszterelés
- Jim Fitzpatrick – borító[1]

## Fordítás
Ez a szócikk részben vagy egészben  a   The Underground Resistance című angol Wikipédia-szócikk fordításán alapul.  Az eredeti cikk szerkesztőit annak laptörténete sorolja fel. Ez a jelzés csupán a megfogalmazás eredetét és a szerzői jogokat jelzi, nem szolgál a cikkben szereplő információk forrásmegjelöléseként.